# Тенамастлан
Тенамастла́н (исп. Tenamaxtlán) — посёлок в Мексике, в штате Халиско, входит в состав одноименного муниципалитета и является его административным центром. Численность населения, по данным переписи 2020 года, составила 4940 человек.

## Общие сведения
Название Tenamaxtlán с языка науатль можно перевести можно перевести двояко: много печей или каменный очаг.
Поселение было основано 25 марта 1538 года испанскими семьями, куда были переселены индейцы из близлежащих деревень.
В 1613 году была заложена церковь Апостола Сантьяго, которую закончили строить к 1750 году.
Тенамастлан расположен в 130 км к западу от столицы штата, города Гвадалахара, в 17 км к западу от Теколотлана, расположенного на федеральной трассе 80.

## Население
| Год  | Численность | Численность |
| ---- | ----------- | ----------- |
| 2000 | 4585        | [ 7 ]       |
| 2005 | 4706        | [ 8 ]       |
| 2010 | 4711        | [ 9 ]       |
| 2020 | 4940        | [ 10 ]      |